# Lommegouw
De Lommegouw (pagus Lomacensis) was een Frankische gouw tussen Maas en Samber in de huidige provincie Namen.  
De Lommegouw ging over in het graafschap Namen.

## De eerste gouwgraven
- 866 - na 875 Giselbert I van Maasgouw of Giselberg, ook graaf van de Maasgouw
- Erlebold van Hoegaarden
- 907 - 937 Berengarius van Namen
- 946 - 974 Robrecht I van Namen
- 981 - 1011 Albrecht I, eerste die de titel graaf van Namen droeg.